# Ibuki Yoshida
Ibuki Yoshida (japanisch 吉田 伊吹 Yoshida Ibuki; * 1. November 1997 in der Präfektur Miyagi) ist ein japanischer Fußballspieler.

## Karriere
Yoshida erlernte das Fußballspielen in der Jugendmannschaft von Vegalta Sendai und der Universitätsmannschaft des Sanno Institute of Management. Seinen ersten Vertrag unterschrieb er 2020 bei AC Nagano Parceiro. Der Verein aus Nagano spielte in der dritthöchsten Liga des Landes, der J3 League. Für Nagano absolvierte er 27 Drittligaspiele. 2021 wechselte er zum Zweitligaaufsteiger Blaublitz Akita nach Akita. Nach 91 Ligaspielen, in denen er zehn Treffer erzielte, wechselte er im Januar 2025 zum Drittligisten Gainare Tottori.